# Parataekwondo

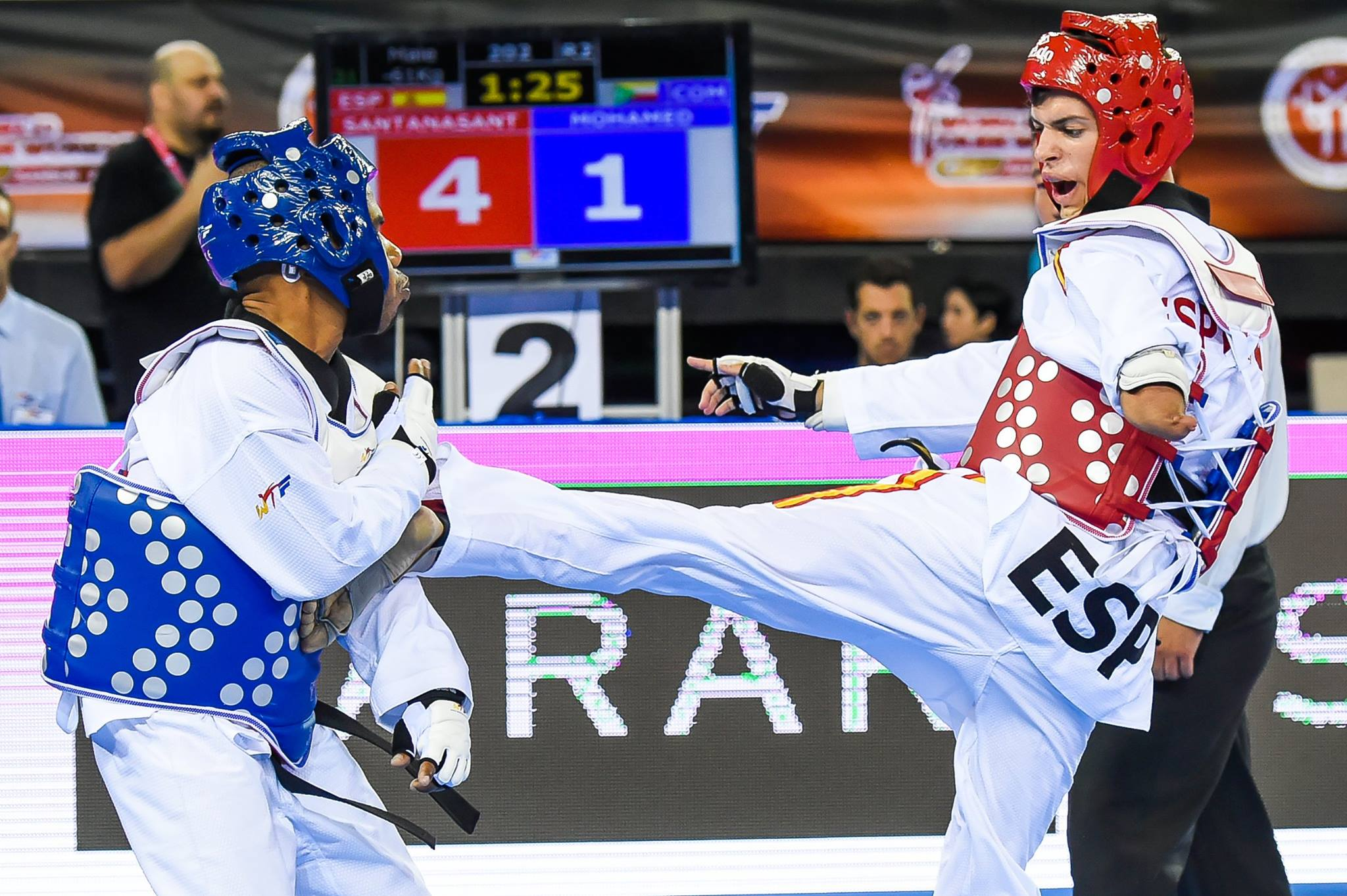

Parataekwondo är en form av taekwondo för tävlande med en funktionsnedsättning. Sportgrenen skapades år 2005 och regleras globalt av World Taekwondo (WT). Den debuterade som paralympisk gren på de Paralympiska sommarspelen 2020 i Tokyo.
Man tävlar i Poomsae (mönster) och Kyorugi (match) i olika klasser beroende på typ av funktionsnedsättning. Klasserna är sin tur uppdelade i underklasser efter grad av skada där en lägre siffra motsvarar en större funktionsnedsättning. Klass K40 omfattar till exempel utövare i Koyoga som saknar en eller flera kroppsdelar eller deras funktion. I klass K43 återfinns  utövare som saknar minst hälften av båda armarna eller deras funktion och i klass K44 dem som saknar en arm eller delar av en fot.
Man vinner sin match på poäng från slag eller spark mot den färgade delen av motståndarens utrustning. Det är inte tillåtet att slå eller sparka mot huvudet.
Vid de paralympiska spelen i Tokyo kommer totalt 72 deltagare att tävla i Kyorugi i tre viktklasser. Män tävlar i klasserna upp till 61 kilo, upp till 75 kilo och över 75 kilo medan kvinnorna tävlar i upp till 49 kilo, upp till 58 kilo och över 58 kilo. Endast utövare i klass K43 och K44 deltar.
De första världsmästerskapen i parataekwondo hölls 2009 i Baku i Azerbajdzjan.